# Alexandru Bologa
Alexandru Florin „Alex” Bologa (n. 7 noiembrie 1995, Derșida, județul Sălaj) este un judoka român nevăzător, dublu campion european și laureat cu bronz la Jocurile Paralimpice de vară din 2016 si 2021 în categoria -60 kg.

## Viață personală
S-a născut în Derșida, un sat în comuna Bobota, județul Sălaj. Din fragedă tinerețe a avut probleme de vedere și de la vârsta de 7 ani este complet nevăzător. A plecat la Cluj-Napoca pentru a urma cursurile unei școli speciale, apoi ale Liceului special pentru deficienții de vedere, rămânând departe de părintii săi, plecați la muncă în Spania. După ce a absolvit liceul s-a înscris la două facultăți: Psihopedagogie Specială și Kinetoterapie, din cadrul Universității de Medicină și Farmacie „Iuliu Hațieganu”.

## Carieră
În copilărie a practicat înot. În clasa a 6-a a fost descoperit de Sally Lamont, președintele Comitetului Paralimpic Român. Astfel a fost selecționat în cadrul unui program judo pentru nevăzători și a început să se pregătească la Centrul Olimpic din Cluj, alături de lotul olimpic feminin, sub îndrumarea Geaninei Andreică și lui Tamas Gergely. A fost și integrat în lotul de juniori.
În anul 2013, la vârsta de 18 ani a cucerit medalia de argint la Campionatul Mondial pentru juniori (sub 21 de ani) de la Eger. În 2016 a câștigat Open-ul de la Heidelberg și Grand Prix-ul de la Birmingham. Și-a făcut debutul paralimpic la ediția din 2016 de la Rio de Janeiro, unde a trecut în turul întâi de sud-coreeanul Lee Min-jae, apoi de dublul campion mondial, algerianul Mouloud Noura. În semifinală a pierdut cu japonezul Hirose Makoto, care în cele din urmă a cucerit medalia de aur. În recalificări l-a învins pe Henry Borges din Uruguay, câștigând medalia de bronz.

## Legături externe
- Profil pe Judo Inside
- Profil Arhivat în 22 septembrie 2016, la Wayback Machine. pe rio2016.com